# Mun Jun
Mun Jun (* 14. Juli 1982) ist ein südkoreanischer Eisschnellläufer, der auf Kurz- und Mittelstrecken spezialisiert ist, aber auch als Allrounder antritt.
Mun gewann bei den Allround-Juniorenweltmeisterschaften im Februar 2001 in Groningen hinter Shingo Doi die Silbermedaille, im Jahr darauf in Collalbo gewann er mit der südkoreanischen Mannschaft die Goldmedaille im Teamrennen. Im November 2001 debütierte er im Weltcup. Nach einem Jahr schaffte er erste Platzierungen in den Top 10. Bis 2006 konnte er immer wieder Achtungserfolge erreichen, doch bisher kam er nie unter die ersten drei eines A-Rennens. Fünfmal wurde Mun koreanischer Meister.